# 김준 (1582년)
김준(金浚, 1582년 ~ 1627년)은 조선 중기의 무신이다. 본관은 언양(彦陽), 자는 징언(澄彦)이다. 고려 명장 김취려(金就礪) 장군의 14대손이다.
1627년 정묘호란 당시 안주목사로 재직하다가 후금군에게 안주성이 함락되자 처자와 함께 분신자살하였다. 고부의 정충사(旌忠祠), 안주의 충민사(忠愍祠)에 제향되었다.

## 같이 보기
- 정충사지